# 알랭 트라오레
알랭 시비리 트라오레(프랑스어: Alain Sibiri Traoré, 1988년 12월 31일 ~ )는 부르키나파소의 축구 선수로, 현재 지부티 프리미어리그의 아르타/솔라7에서 공격수로 활동 중이다.

## 선수 경력

### 클럽
2004년 플라네테 챔피언 와가두구에서 데뷔하여 2005년 프랑스 리그앙의 AJ 오세르로 이적하여 스타드 브레스투아에서 임대 선수로 활동했던 2009년을 제외하고 6시즌동안 53경기 14골을 기록하며 2010-11년 프랑스 리그컵 4강 진출에 일조했다.
그리고 2012년부터 2016년까지 FC 로리앙 소속으로 40경기 8골을 기록한 후 2015년부터 2018년까지 AS 모나코(리그 1), 카이세리스포르(쉬페르리그), 알마르키야 SC(카타르 2부 리그)에서 뛰다가 2018년 7월 모로코 1부 리그 소속팀인 RS 베르카네로 이적하여 2018-19년 CAF 컨페더레이션컵 준우승, 2019-20년 CAF 컨페더레이션컵 우승, 2021년 CAF 슈퍼컵 준우승에 일조했다.

### 국가대표팀
부르키나파소 U-17 대표팀 소속으로 2005년 아프리카 U-17 축구 선수권 대회에 출전하여 말리와의 A조 최종전에서 득점을 기록했으나 팀의 조별리그 탈락을 막진 못했다.
그 후 2006년 부르키나파소 성인대표팀에 첫 발탁된 뒤 이듬해인 2007년 9월 8일 세네갈과의 2008년 아프리카 네이션스컵 예선 7조 6차전에서 국제 A매치 데뷔골을 신고했으나 팀은 이 경기에서 1-5로 대패하며 조 최하위로 예선 탈락의 쓴 맛을 봤다.
그리고 나미비아와의 2012년 아프리카 네이션스컵 예선 F조 3차전에서 해트트릭을 작성하며 팀 통산 8번째 아프리카 네이션스컵 본선 진출을 이끌었고 이후 3회 연속 아프리카 네이션스컵 본선(2013년, 2015년, 2017년)에 참가하여 이 중 2013년 대회에서 3골을 터뜨리며 부르키나파소 축구 역사상 준우승이라는 메이저 대회 역대 최고 성적을 안겼고 가나와의 2017년 대회 3·4위 결정전에서도 선제골이자 결승골을 터뜨려 대회 3위 입상을 이끌어냈다.

## 수상

### 클럽
AJ 오세르
- 리그 1 : 3위 (2009-10)
- 쿠프 드 라 리그 : 4강 (2010-11)

 RS 베르카네
- CAF 컨페더레이션컵 : 우승 (2019-20), 준우승 (2018-19)
- CAF 슈퍼컵 : 준우승 (2021)

### 국가대표팀
부르키나파소
- 아프리카 네이션스컵 : 준우승 (2013), 3위 (2017)